# فلفل سیاه
فلفل سیاه یا پلپل سیاه (نام علمی: Piper nigrum) میوه‌های خشک شده تیره رنگ گیاه فلفل است. گیاه فلفل بومی جنوب هند است. فلفل سیاه گیاه رونده گل دهنده‌ای از خانواده فلفل‌سیاهیان، که برای میوه آن کشت می‌شود، که معمولاً به صورت خشک به عنوان ادویه و چاشنی استفاده می‌شود.

## بزرگ ترین تولید کنندگان فلفل سیاه در جهان
| ویتنام | ۲۷۰٬۱۹۲ |
| برزیل | ۱۱۴٬۷۴۹ |
| اندونزی | ۸۹٬۰۴۱  |
| هند | ۶۶٬۰۰۰  |
| سری‌لانکا | ۴۳٬۵۵۷  |
| چین | ۳۳٬۳۴۸  |
| مالزی | ۳۰٬۸۰۴  |
| در کل دنیا | ۷۴۷٬۶۴۴ |
| No symbol = official figure, P = official figure, F = FAOSTAT ۲۰۰۷، * = Unofficial/Semi-official/mirror data, C = Calculated figure A = Aggregate (may include official, semi-official or estimates); Source: Food And Agricultural Organization of United Nations: Economic And Social Department: The Statistical Division |         |

## درباره
فلفل گیاهی است بالارونده و دارای ریشه‌های ساقه خیز و کوتاه که میوه آن ادویه‌ای است با طعم تند و سوزنده. گیاهی دارویی - خوراکی و دارای طعمی تند.

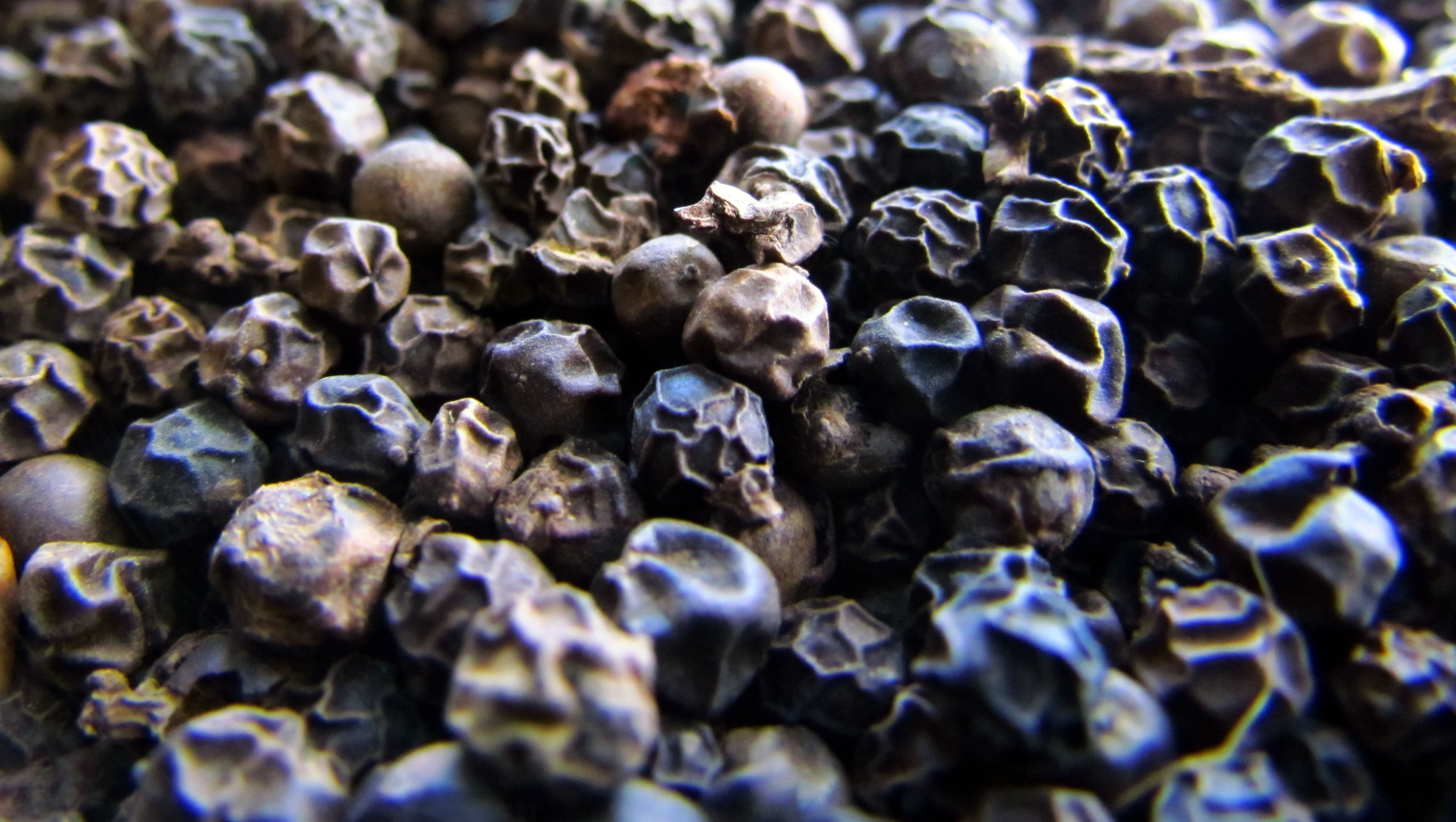
فلفل سیاه

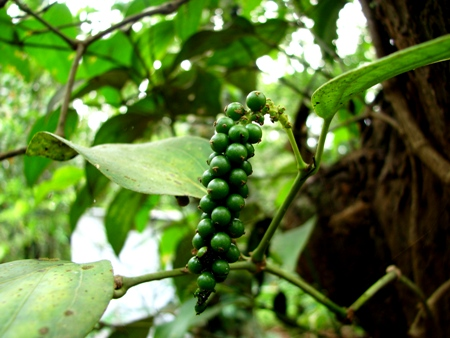
فلفل سیاه نارس

فلفل از بوته‌ای باریک و بلند و در رنگ‌های متنوعی چون سبز، قرمز، زرد، و نارنجی به دست می‌آید و برای خوش طعم کردن غذا از آن استفاده می‌شود. دانه فلفل پس از خشک و ساییده شدن در رنگ‌های سیاه، سفید و سرخ عرضه می‌شود.
فلفل در هندوستان از دیر باز به عنوان ادویه مورد استفاده بود. تا اواخر قرون وسطی فلفل از هندوستان به اروپا و سایر نقاط جهان تجارت می‌شد. به خاطر ارزش این گونه ادویه‌ها بود که اروپایی‌ها در پی یافتن راه جدیدی به هندوستان بودند. با کشف قاره آمریکا نوع جدیدی از فلفل بومی قاره آمریکا کشف شد.

در یونان باستان از فلفل نه تنها به‌عنوان ادویه بلکه به عنوان پول و هدیه استفاده می‌شد.
در قرون وسطی، سرمایه یک فرد براساس مقدار فلفل سیاه ذخیره شده وی سنجیده می‌شد. فلفل سیاه علاوه بر طعم دادن به غذا، طعم کهنگی غذا را نیز می‌گیرد.

## ویژگی‌ها
میوه آن، که به صورت خشک شده به دانه فلفل معروف است، در حدود ۵ میلی‌متر (۰٫۲۰ اینچ) قطر دارد، کاملاً بالغ آن قرمز تیره است و مثل همه میوه‌های گوشتدار (مثل گیلاس)، شامل یک‌دانه تکی است. دانه‌های فلفل و پودر فلفل که حاصل آسیاب آنهاست، ممکن است صرفاً به عنوان فلفل یا دقیق تر به عنوان فلفل سیاه، فلفل سفید یا فلفل سبز شناخته شوند. دانه‌های فلفل سبز در واقع دانه‌های فلفل سیاه نابالغند.
فلفل سیاه بومی کشور هندوستان است و به‌طور گسترده در آنجا و در جاهای دیگر مناطق گرمسیری کشت می‌شود. ویتنام در حال حاضر، با تولید %۳۴ محصول فلفل جهان در سال ۲۰۰۸، بزرگترین تولیدکننده و صادرکننده فلفل است.
فلفل خشک آسیاب شده از دوران باستان برای طعم آن و به عنوان دارو استفاده می‌شود. فلفل سیاه بالاترین رده را در داد و ستد ادویه در جهان برخورداراست و یکی از رایج‌ترین ادویه جات اضافه شونده به غذاهای اروپایی و مانند آن است. تندی فلفل سیاه بخاطر ماده شیمیایی piperine است و تقریباً روی همه میزهای شام در جهان صنعتی، در کنار نمک طعام یافت می‌شود. فلفل سیاه در ویتنام هم دارای ارزش والایی است.

## فلفل سیاه و پوست
یکی از مزایای فلفل سیاه این است که با ترکیب با مواد دیگر باعث ایجاد ماسک‌هایی مفید برای پوست می‌شود. این ماسک‌ها را به راحتی می‌توانید در منزل بسازید و بر روی پوست خود قرار دهید. بعضی از این ماسک‌ها عبارتند از:
- می‌توانید فلفل سیاه را با ۲۰۰ گرم ماست ترکیب کنید و به مدت ۱۰ دقیقه روی پوست خود قرار دهید سپس با آب سرد پوست خود را بشویید.
- یکی دیگر از ماسک‌های مفید برای پوست ترکیب فلفل سیاه و آلوئه ورا می‌باشد. آلوئه ورا برای ایجاد پوست تازه بسیار مفید می‌باشد.
- اگر خواهان این هستید که پوست صورت شما به صورت کاملاً عمقی پاکسازی شود باید از ترکیب شیر و فلفل سیاه استفاده نمایید. نصف قاشق غذاخوری فلفل سیاه را با شیر ترکیب کنید و پوست خود را با آن محلول شستشو دهید.

## ریشه یابی
کلمه «پلپل» یا «فلفل» (تلفظ پهلوی) از کلمه تامیل/مالزیایی برای فلفل دراز، pippali گرفته شده‌است.